# Adrian Heath
Adrian Paul Heath (Newcastle-under-Lyme, 11 januari 1961) is een Engels voormalig voetballer huidig voetbaltrainer. Hij is sinds 2017 hoofdtrainer van Major League Soccer-club Minnesota United. Als speler speelde hij onder andere zes jaar voor Everton.

## Spelerscarrière
In 1979 debuteerde Heath voor Stoke City. Daar maakte hij indruk en in 1982 ging hij voor 750.000 pond naar Everton, destijds een clubrecord. Bij Everton scoorde hij veel doelpunten, vormde gevaarlijke spitsenduo's met Graeme Sharp en Gary Lineker, en werd hij in 1985 en 1987 kampioen van Engeland.
Na zijn tijd bij Everton ging hij zijn geluk beproeven in Barcelona bij Espanyol. Één jaar later keerde hij echter al terug naar Engeland, waar hij ging spelen voor Aston Villa.
In 1990 haalde trainer Howard Kendall hem naar Manchester City. Kendall kende Heath nog van zijn tijd bij Stoke.
In 1992 keerde hij terug bij Stoke, maar datzelfde jaar verkaste hij nog naar Burnley. Na één seizoen bij Sheffield United ging hij in 1996 weer naar Burnley waar hij zijn carrière afsloot.

## Trainerscarrière

### Engeland
In 1996 werd Heath speler/trainer van Stoke City. Hierna werkte hij korte tijd bij Sheffield United. In 2005 en 2007 was hij interim-trainer van Coventry City.

### Verenigde Staten
In 2008 ging Heath naar de Verenigde Staten, waar hij anno 2020 nog altijd werkzaam is. Heath werd trainer van Austin Aztex. In 2010 werd deze club omgedoopt tot Orlando City en verhuisde het naar Florida. Hier werd hij twee keer op rij kampioen van het reguliere seizoen van de USL.  
In 2015 trad Orlando toe tot de Major League Soccer, de belangrijkste competitie van het land. In juli 2016 werd hij ontslagen na tegenvallende resultaten.
Van 2017 tot 6 oktober 2023 was Heath de trainer van MLS-club Minnesota United, hij was tot de dag van zijn ontslag de enige MLS coach die de club gehad heeft.